# Robert Aumann
Israel Robert John Aumann (Fráncfort del Meno, 8 de junio de 1930) es un matemático israelí. 
Aumann recibió el Premio Nobel de Ciencias Económicas en 2005 por su trabajo sobre el conflicto y la cooperación a través del análisis de la teoría de juegos. Compartió el premio con Thomas Schelling.

## Primeros años
Aumann nació en Fráncfort del Meno (Alemania) y huyó a Estados Unidos con su familia en 1938, dos semanas antes del pogromo de la Kristallnacht. Asistió a la Rabbi Jacob Joseph School, una Yeshivá de la ciudad de Nueva York.

## Carrera académica
Aumann se licenció en matemáticas en el City College de Nueva York en 1950. En 1952 obtuvo un máster y en 1955 un doctorado en Matemáticas, ambos en el Instituto Tecnológico de Massachusetts. Su tesis doctoral, Asphericity of Alternating Linkages, versaba sobre la teoría de los nudos. Su asesor fue George Whitehead, Jr.
En 1956 se incorporó a la facultad de Matemáticas de la Universidad Hebrea de Jerusalén y desde 1989 es profesor visitante en la Universidad de Stony Brook. Ha sido profesor visitante en la Universidad de California, Berkeley (1971, 1985-1986), la Universidad de Stanford (1975-1976, 1980-1981) y la Universidad Católica de Lovaina (1972, 1978, 1984).

### Contribución matemática y científica
La mayor contribución de Aumann fue en el ámbito de los juegos repetidos, que son situaciones en las que los jugadores se encuentran con la misma situación una y otra vez.
Aumann fue el primero en definir el concepto de equilibrio correlacionado en la teoría de los juegos, que es un tipo de equilibrio en los juegos no cooperativos más flexible que el clásico equilibrio de Nash. Además, Aumann introdujo el primer relato puramente formal de la noción de conocimiento común en la teoría de los juegos. Colaboró con Lloyd Shapley en el valor Aumann-Shapley. También es conocido por su teorema del acuerdo, en el que argumenta que, bajo sus condiciones dadas, dos racionalistas bayesianos con creencias previas comunes no pueden ponerse de acuerdo para estar en desacuerdo.
Aumann y Maschler utilizaron la teoría de juegos para analizar los dilemas talmúdicos. Pudieron resolver el misterio sobre el "problema de la división", un antiguo dilema para explicar la lógica talmúdica en la división de la herencia de un marido fallecido entre sus tres esposas en función del valor de la herencia en comparación con su valor original. El artículo en cuestión estaba dedicado a un hijo de Aumann, Shlomo, que murió durante la Guerra del Líbano de 1982, mientras servía como artillero de tanque en el cuerpo blindado de las Fuerzas de Defensa de Israel.
Entre los estudiantes de doctorado de Aumann se encuentran: Bezalel Peleg, David Schmeidler, Shmuel Zamir, Elon Kohlberg, Zvi Artstein, Benyamin Shitovitz, Eugene Wesley, Sergiu Hart, Abraham Neyman, Yair Tauman, Dov Samet, Ehud Lehrer, Yossi Feinberg, Itai Arieli, Uri Weiss y Yosef Zohar.

### Polémica por los códigos de la Torá
Aumann ha entrado en la polémica de la investigación de los códigos bíblicos. En su condición de judío religioso y hombre de ciencia, la investigación de los códigos le interesa especialmente. Ha avalado parcialmente la validez del "Experimento de los grandes rabinos" de Doron Witztum, Eliyahu Rips y Yoav Rosenberg, publicado en Statistical Science. Aumann no sólo se encargó de que Rips diera una conferencia sobre los códigos de la Torá en la Academia Israelí de Ciencias y Humanidades, sino que patrocinó el trabajo de Witztum-Rips-Rosenberg para su publicación en las Proceedings of the National Academy of Sciences. La academia exige que un miembro patrocine cualquier publicación en sus Actas; sin embargo, el trabajo fue rechazado.
En 1996, se formó un comité compuesto por Robert J. Aumann, Dror Bar-Natan, Hillel Furstenberg, Isaak Lapides y Rips, para examinar los resultados que había comunicado H.J. Gans sobre la existencia de un texto "codificado" en la Biblia que predecía acontecimientos que tuvieron lugar muchos años después de que se escribiera la Biblia. El comité realizó dos pruebas adicionales siguiendo el espíritu de los experimentos de Gans. Ambas pruebas no confirmaron la existencia del supuesto código.
Después de un largo análisis del experimento y de la dinámica de la controversia, afirmando, por ejemplo, que "casi todos los incluidos [en la controversia] se decidieron al principio del juego", Aumann concluyó:
"A priori, la tesis de la investigación de Codes parece tremendamente improbable... La investigación realizada bajo mi propia supervisión no confirmó la existencia de los códigos, aunque tampoco estableció su inexistencia. Así que debo volver a mi estimación a priori, de que el fenómeno de los Códigos es improbable".

## Opiniones políticas
Estos son algunos de los temas de la conferencia del Nobel de Aumann, llamada "Guerra y Paz":
1. La guerra no es irracional, sino que debe ser estudiada científicamente para ser comprendida, y eventualmente conquistada;
2. El estudio del juego repetido resta importancia al "ahora" en aras del "después";
3. La pacificación simplista puede provocar la guerra, mientras que la carrera armamentística, las amenazas de guerra creíbles y la destrucción mutua asegurada pueden evitar la guerra de forma fiable.

Aumann es miembro de Profesores por un Israel Fuerte (PSI), un grupo político de derechas. Aumann se opuso a la retirada de Gaza en 2005 alegando que es un crimen contra los colonos de Gush Katif y una grave amenaza para la seguridad de Israel. Aumann se basa en un caso de la teoría de juegos llamado la Paradoja del Chantajista para argumentar que ceder tierras a los árabes es estratégicamente insensato, basándose en la teoría matemática. Al presentar una demanda inflexible, los Estados árabes obligan a Israel a "ceder al chantaje debido a la percepción de que saldrá de la sala de negociaciones sin nada si es inflexible".
Como consecuencia de sus opiniones políticas, y del uso de sus investigaciones para justificarlas, la decisión de concederle el premio Nobel fue criticada en la prensa europea. Una petición para anular su premio reunió las firmas de 1000 académicos de todo el mundo.
En un discurso pronunciado ante un movimiento juvenil sionista religioso, Bnei Akiva, Aumann afirmó que Israel se encuentra en un "profundo problema". Reveló su creencia de que los judíos Satmar antisionistas podrían haber tenido razón en su condena del movimiento sionista original. "Me temo que los Satmar tenían razón", dijo, y citó un versículo del Salmo 127: "Si el Señor no construye una casa, sus constructores se afanan en ella en vano". Aumann considera que el establishment sionista histórico no logró transmitir su mensaje a sus sucesores, porque era secular. La única manera de que el sionismo sobreviva, según Aumann, es que tenga una base religiosa.
En 2008, Aumann se unió al nuevo partido político Ahi, dirigido por Effi Eitam y Yitzhak Levy.

## Vida personal
Aumann se casó con Esther Schlesinger en abril de 1955 en Brooklyn. Se habían conocido en 1953, cuando Esther, que era de Israel, estaba de visita en Estados Unidos. La pareja tuvo cinco hijos; el mayor, Shlomo, alumno de Yeshivá Shaalvim, murió en combate mientras servía en las Fuerzas de Defensa de Israel en la guerra del Líbano de 1982. Machon Shlomo Aumann, un instituto afiliado a Shaalvim que reedita antiguos manuscritos de textos legales judíos, lleva su nombre. Esther murió de cáncer de ovarios en octubre de 1998. A finales de noviembre de 2005, Aumann se casó con la hermana viuda de Esther, Batya Cohn.
Aumann era un pariente lejano de Oliver Sacks.

## Publicaciones
Se enlistan algunas de sus publicaciones más destacadas:
- Values of Non-Atomic Games, Princeton University Press,Princeton, 1974 (con L.S. Shapley)
- Game Theory (in Hebrew), Everyman's University, Tel Aviv, 1981 (con Y. Tauman y S. Zamir), Vols. 1 & 2
- Lectures on Game Theory, Underground Classics in Economics, Westview Press, Boulder, 1989
- Handbook of Game Theory with economic applications, Vol 1–3, Elsevier, Ámsterdam (coeditó S. Hart)
- Repeated Games with Incomplete Information, MIT Press, Cambridge, 1995 (con M. Maschler)
- Collected Papers, Vol 1–2, MIT Press, Cambridge, 2000
- Asphericity of alternating knots.  Ann. of Math. (2) 64 1956 374—392
- «Game theoretic analysis of a bankruptcy problem from the Talmud». Journal of Economic Theory (en inglés) 36 (2): 195-213. 1 de agosto de 1985. ISSN 0022-0531. doi:10.1016/0022-0531(85)90102-4. Consultado el 14 de julio de 2021.